# Polgár Péter
Polgár Péter (Kaposvár, 1975. október 8. –) a Class FM Morning Show című műsorának, valamint a Stand Up Brigád humortársulatnak zenés humoristája, énekes-dalszerző.

## Életpályája
Egyes források szerint Tétről származik, ugyanakkor arra is van információ, hogy Téten 1961-ben megszűnt a kórház. Ugyanakkor olyan forrás is van, mely győri születésűnek írja.
15 éves kora óta rengeteg zenekarban játszott, hol énekesként, hol zenészként, változatos zenei stílusokban kipróbálva magát.
A Stand-up comedy világában sing up comedyzik, Varga Ferenc József humorista ezért a Sing Up úr elnevezést találta ki rá. A Danubius Rádió zenés humoristája, parodistája volt 2004-től 2009-ig. 2010 decemberétől a Sebestyén Balázs, Vadon János és Rákóczi Ferenc vezette Class FM Morning show című műsorában működik közre. Nagy sikerű rovata volt a Városhimnuszok, legújabb blokkja pedig minden pénteken a Peti Hetes, melyben aktuális bulvárhírekről énekel humoros formában.
Közösen lépett fel három éven át Ihos Józseffel, alias Kató nénivel, 2008 szilveszterétől pedig önálló műsort kapott. 2010 óta tagja a Stand Up Brigád társulatának, és az Új Pesti Kabarénak.